# Валиуллин, Вадим
Вади́м Валиу́ллин (род. 13 июля 1987, Уфа, РСФСР, СССР) — российский режиссёр, сценарист, продюсер и монтажёр, получивший известность благодаря своему фильму «Мёртвым повезло» (2017).
Также известен по своим работам над сериалами «Зёма» (2021) и «Суперпозиция» (2022).

## Биография
Валиуллин родился 13 июля 1987 года в городе Уфа в РСФСР, СССР.
В 2011 году Валиуллин закончил киношколу имени Булата Юсупова, а в 2013 году он основал свою собственную кинокомпанию From Outer Space Production.

## Карьера
В 2016 году Валиуллин занял должность одного из режиссёров короткометражного фильма «Кинотавр Shorts» вместе с Сергеем Осипьяном, Кириллом Васильевым и другими.
В 2017 году состоялась премьера криминального слэшера «Мёртвым повезло», режиссёром и сценаристом которого выступил Валиуллин. Перед полноценным прокатом в кинотеатрах фильм был показан на кинофестивале Кинотавр 2017 в категории «Дебют».
В 2021 году Валиуллин выступил центральным режиссёром третьего сезона комедийно-драматического телесериала «Зёма». В том же году Валиуллин занял должность режиссёра специального новогоднего спецэпизода «Зёма 3: Новогодний замес».  
В 2022 году состоялась премьера научно-фантастического телесериала «Суперпозиция», режиссёром которого стал Валиуллин.
В 2023 году Валиуллин занял должность сценариста криминально-комедийного телесериала «Макс и Гусь» с Никитой Кологривым и Владимиром Карпуком в главных ролях.

## Фильмография

### Режиссёр
- 2016 — «Кинотавр Shorts»
- 2017 — «Мёртвым повезло»
- 2021 — «Зёма»
- 2022 — «Суперпозиция»

### Сценарист
- 2017 — «Мёртвым повезло»
- 2021 — «Зёма»
- 2023 — «Макс и Гусь»

### Продюсер
- 2017 — «Мёртвым повезло»
- 2023 — «Макс и Гусь»

### Монтажёр
- 2021 — «Зёма»